# Cyclodictyon bakeri
Cyclodictyon bakeri là một loài rêu trong họ Pilotrichaceae. Loài này được (E. Britton) Broth. ex Paris mô tả khoa học đầu tiên năm 1909.